# Skarrehøj
Skarrehøj är en kulle i Danmark.   Den ligger på ön Mors i Region Nordjylland, i den nordvästra delen av landet, 260 km nordväst om Köpenhamn. Toppen på Skarrehøj är 35 meter över havet. Närmaste större samhälle är Thisted, 14 km väster om Skarrehøj. 